# Стрибок через акулу

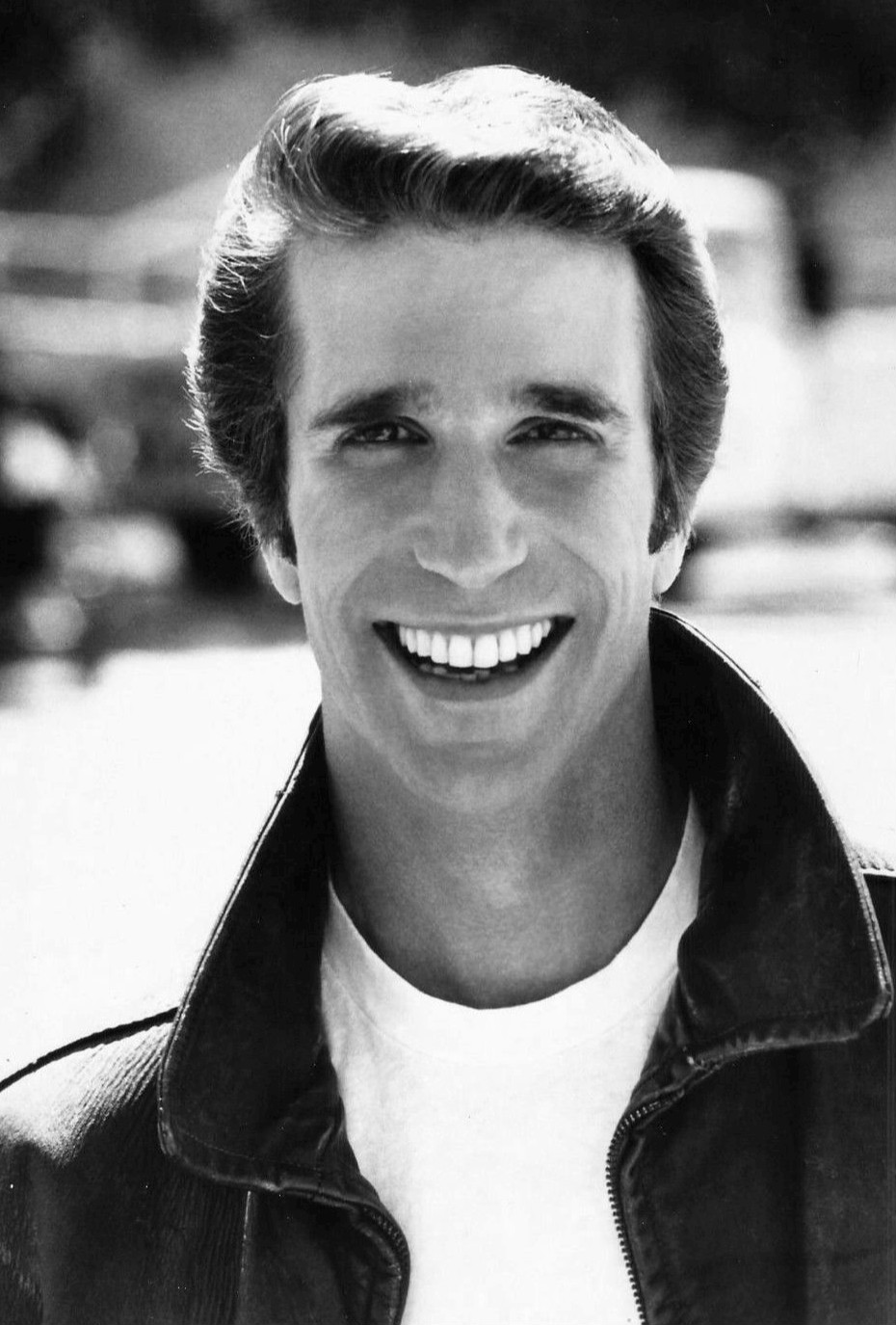
Фонзі (актор Генрі Вінклер) — персонаж ситкому «Щасливі дні», у буквальному сенсі перестрибнув через акулу в епізоді 1977

«Стрибок через акулу» (англ. Jumping the shark) — метафора, яка використовується американськими телевізійними критиками та фанатами з 1990-х років для позначення моменту, коли телевізійний серіал проходить пік успішності. Як тільки шоу «стрибає через акулу», глядачі відчувають помітне зниження якості або розуміють, що шоу зазнало занадто багато змін, втративши початкову чарівність та привабливість. Фраза увійшла до побуту завдяки Джону Гейну (англ. Jon Hein) і його вебсайту «jumptheshark.com». Вона відсилає до моменту у телевізійному серіалі «Happy Days», коли популярний персонаж Фонзі на водних лижах буквально перестрибує через акулу.
Моментами «стрибка через акулу» можуть бути епізоди, подібні до описаного, або коли глядачі переконуються, що шоу остаточно та безповоротно відійшло від своїх витоків, або це може відбуватися через відхід або заміну виконавців однієї з головних ролей, або через зникнення самих персонажів, або через істотну зміну оточення. Зазвичай такі точки розглядаються як відчайдушні та безнадійні спроби надати серіалу свіжість на тлі спадного рейтингу.
Визначення поширилося й на інші сфери попкультури, включаючи кіносеріал, естрадних й драматичних виконавців та авторів, для яких значні зміни стають початком шляху до занепаду. Ці зміни зазвичай призначені для розпалювання зникомого інтересу колишніх шанувальників за допомогою надто різких формулювань або через підвищену увагу до сцен сексу або жорстокості. У міру зростання популярності цієї ідіоми вона «обтесалася» до простого позначення будь-якого зниження якості певного телевізійного серіалу, без обов'язкового зазначення конкретного моменту «стрибка через акулу».

## Згадки в популярній культурі
- У грі для Game Boy Advance WarioWare однією з мініігор є стрибок через акулу.
- У пародії на кліп Miley Cyrus — We Can't Stop (The Key Awesome) звучить фраза «It's my career I can do a shark jump», що висміює як шоу, так і кар'єру Майлі.